# DEFLATE
DEFLATE je algoritem za stiskanje podatkov brez izgube podatkov; je kombinacija algoritma LZ77 in Huffmanovega kodiranja.
Zasnoval ga je Phillip W. Katz za program PKZIP 2.
Za razliko od postopka LZW, DEFLATE ni patentiran, zato se uporablja pri stisnjenih datotekah gzip in ZIP ter slikovnem zapisu PNG.